# Междузвездни войни
„Междузвездни войни“ (на английски: Star Wars) е филмова космическа сага на американския режисьор Джордж Лукас, създадена през 70-те години на 20 век и разработена от неговата компания „Лукасфилм“. Поредицата се състои от девет филма и един между трети и четвърти филм. Първият, четвърти по сюжет, „Нова надежда“ (A New Hope), излиза на 25 май 1977. Оттогава „Междузвездни войни“ оказват огромно влияние върху съвременната поп-култура и са втората най-печеливша серия на всички времена със спечелените 9,3 милиарда долара, изпреварени само от Киновселената на Марвел. Основната сюжетна линия, представена във филмите, по която също така се изгражда старата „Разширена вселена“ и новият „Официален канон“ (от 22 април 2014 г.) на „Междузвездни войни“, е вдъхновена от древния Рим.

## Място на действието и сюжет
Сюжетът на „Междузвездни войни“ се развива в измислена спираловидна галактика, населявана от стотици различни видове създания, повечето от които нехуманоидни. Важни обитатели на галактиката са и дроидите – високоинтелигентни роботи, които в почти всички случаи са създадени да слугуват на притежателите си. По-голямата част от населените хиляди планети и звездни системи са в състава на Галактическата република – демократично федеративно образувание, което впоследствие се изродява в Галактическата империя. Силата е вездесъща форма на енергия, даваща свръхестествени способности на създанията, които умеят да я натрупват в себе си. Тя „произтича от всички живи създания, обгражда ни, прониква през нас и свързва всичко в галактиката“. Съществува и нейна Тъмна страна, която се поражда от гнева, страха и омразата. Тези, които използват Силата за добро, са джедаите, а обърналите се към Тъмната страна са ситите, които използват способностите си в опит да завладеят Галактиката.

## Епизоди
Сагата „Междузвездни войни“ се състои от девет епизода (в последователност на събитията в сюжета):
1. Междузвездни войни: Епизод I – Невидима заплаха (на английски: Star Wars: Episode I – The Phantom Menace) (1999);
2. Междузвездни войни: Епизод II – Клонираните атакуват (на английски: Star Wars: Episode II – Attack of the Clones) (2002);
3. Междузвездни войни: Епизод III – Отмъщението на ситите (на английски: Star Wars: Episode III – Revenge of the Sith) (2005);
4. Междузвездни войни: Епизод IV – Нова надежда (на английски: Star Wars: Episode IV – A New Hope) (1977, 1997, 2004);
5. Междузвездни войни: Епизод V – Империята отвръща на удара (на английски: Star Wars: Episode V – The Empire Strikes Back) (1980, 1997, 2004);
6. Междузвездни войни: Епизод VI – Завръщането на джедаите (на английски: Star Wars: Episode VI – Return of the Jedi) (1983, 1997, 2004);
7. Междузвездни войни: Епизод VII – Силата се пробужда (на английски: Star Wars: Episode VII – The Force Awakens) (2015);
8. Междузвездни войни: Епизод VIII – Последните джедаи (на английски: Star Wars: Episode VIII – The Last Jedi) (2017);
9. Междузвездни войни: Епизод IX – Възходът на Скайуокър (на английски: Star Wars: Episode IX – The Rise of Skywalker) (2019);

Епизодите от 4 до 6 сформират „оригиналната трилогия“, от 1 до 3 сформират „предхождащата трилогия“, а епизодите от 7 до 9 представляват финалната или „последващата трилогия“.
Освен трите основни трилогии, е замислена и „антология“. В нея ще влизат 3 странични истории от вселената на „Междузвездни войни“. Първият филм от антологията вече излезе с името „Rogue One: История от Междузвездни войни“. Сюжетът му се върти около мисията на бунтовниците да откраднат плановете на първата „Звезда на смъртта“, най-мощното имперско оръжие по онова време.
Във втория филм от антологията, наречен „Соло: История от Междузвездни войни“ (2018), се разказва за Хан Соло.
Другите две антологии се очаква да излязат на 19 декември 2025 г. и 17 декември 2027 г., но заглавията са все още неясни.

## Културно влияние
Успехът на поредицата води до появата на различни допълнителни продукти, свързани с нея – компютърни игри на тема Star Wars, комикси, играчки, други филми (някои от които не са създадени от „Лукасфилм“) и т.н. Филмите от първоначалната трилогия са преиздадени с промени през 1997 г. по кината и на видеокасети, а през 2004 г. – на DVD. Промените включват подобрение в дизайна на космическите кораби, по-реалистичен вид на градовете и планетите, както и възстановяване на качеството на образа чрез дигитални технологии. Включени са и няколко сцени които са отпаднали от оригиналните прожекции.
Музиката към филма, написана от Джон Уилямс, става известна и като самостоятелно произведение и се използва като мотив в различни телевизионни шоута, театрални постановки, сигнали на предавания, реклами, компютърни игри и др.

### Цитати
Някои реплики от „Междузвездни войни“, и особено от първите три филма, са станали изключително популярни и са навлезли най-вече в английския език. Други са станали емблематични и неизменно предизвикват асоциация с поредицата.
| „                                                               | Преди много години в една далечна галактика... | “ |
| С това изречение започват всички филми от „Междузвездни войни“. |                                                |   |

| „                                           | Люк, използвай Силата! | “ |
| Реплика на Оби-Уан Кеноби към Люк Скайуокър |                        |   |

| „                              | Нека Силата бъде с теб! | “ |
| Почти всеки джедай преди битка |                         |   |

| „                                        | Не, аз съм твоят баща! (No, I am your father!) | “ |
| Реплика на Дарт Вейдър към Люк Скайуокър |                                                |   |

| „                                              | Ти ми беше като брат, Анакин! | “ |
| Реплика на Оби-Уан Кеноби към Анакин Скайуокър |                               |   |

## Приходи и критическа оценка

### Критически реакции
| Филм                                                      | Rotten Tomatoes    | Rotten Tomatoes   | Metacritic        |
| Филм                                                      | Средно             | Най-добри критици | Metacritic        |
| --------------------------------------------------------- | ------------------ | ----------------- | ----------------- |
| Междузвездни войни: Епизод IV - Нова надежда              | 95% (59 рецензии)  | 88% (17 рецензии) | 91% (13 рецензии) |
| Междузвездни войни: Епизод V - Империята отвръща на удара | 97% (65 рецензии)  | 88% (16 рецензии) | 78% (15 рецензии) |
| Междузвездни войни: Епизод VI - Завръщането на джедаите   | 77% (60 рецензии)  | 71% (17 рецензии) | 52% (14 рецензии) |
| Междузвездни войни: Епизод I - Невидима заплаха           | 64% (152 рецензии) | 39% (46 рецензии) | 52% (35 рецензии) |
| Междузвездни войни: Епизод II – Атаката на клонингите     | 67% (210 рецензии) | 38% (39 рецензии) | 53% (39 рецензии) |
| Междузвездни войни: Епизод III - Отмъщението на ситите    | 80% (246 рецензии) | 68% (41 рецензии) | 68% (40 рецензии) |
| Междузвездни войни: Войните на клонираните                | 18% (147 рецензии) | 8% (24 рецензии)  | 35% (30 рецензии) |
| Междузвездни войни: Епизод VII - Силата се пробужда       | 92% (349 рецензии) | 88% (51 рецензии) | 81% (52 рецензии) |
| Междузвездни войни: Епизод VIII - Последните джедаи       |                    |                   |                   |

Докато оригиналната трилогия е възхвалявана от критиците и зрителите като „революционна“ за киното, предхождащата трилогия се посреща с всеобщо неодобрение от феновете и смесени критични отзиви. Основните ѝ проблеми са, че засяга твърде силно политически теми и има лоша актьорска игра, както и посредствена режисура.
Първият филм от последващата трилогия на Дисни обаче е аплодиран от критиката и от повечето зрители, макар че някои фенове не го одобряват, заради многото сюжетни прилики с „Епизод IV“.
Първият филм от антологията – „Rogue One“ – се приема много добре от публиката и предимно добре от критиката.

## Награди
Първите шест излезли филми от поредицата са номинирани за общо 22 награди на Американската филмова академия, като спечелват общо 7.
| Награда                   | Спечелени                  | Спечелени                     | Спечелени                   | Спечелени           | Спечелени                | Спечелени                  |
| Награда                   | IV: Нова надежда           | V: Империята отвръща на удара | VI: Завръщането на джедаите | I: Невидима заплаха | II: Клонираните атакуват | III: Отмъщението на Ситите |
| ------------------------- | -------------------------- | ----------------------------- | --------------------------- | ------------------- | ------------------------ | -------------------------- |
| Най-добра поддържаща роля | Номинация (сър Алек Гинес) |                               |                             |                     |                          |                            |
| Най-добри декори          | Спечелена                  | Номинация                     | Номинация                   |                     |                          |                            |
| Дизайн на костюмите       | Спечелена                  |                               |                             |                     |                          |                            |
| Най-добър режисьор        | Номинация (Джордж Лукас)   |                               |                             |                     |                          |                            |
| Филмова редакция          | Спечелена                  |                               |                             |                     |                          |                            |
| Грим                      |                            |                               |                             |                     |                          | Номинация                  |
| Оригинална музика         | Спечелена                  | Номинация                     | Номинация                   |                     |                          |                            |
| Най-добър филм            | Номинация                  |                               |                             |                     |                          |                            |
| Оригинален сценарий       | Номинация                  |                               |                             |                     |                          |                            |
| Звукови ефекти            |                            |                               | Номинация                   | Номинация           |                          |                            |
| Звуков микс               | Спечелена                  | Спечелена                     | Номинация                   | Номинация           |                          |                            |
| Визуални ефекти           | Спечелена                  |                               |                             | Номинация           | Номинация                |                            |

## Вселената на „Междузвездни войни“

### Галактиката
„Далечната галактика“ или просто „Галактиката“ е спирална галактика, с дължина 120 000 светлинни години. В нея има приблизително 400 милиарда звезди и около половината от тях има планети, на които може да се поддържа живот. Около 10% от тях наистина са развили такъв, докато разумни същества има на една от 1000 планети с живот (т.е. на около 40 милиона). Галактиката е разделена на няколко региона, подредени по своята отдалеченост от Ядрото. Регионите се делят на по-малки единици като сектори, системи и планети. Почти всички светове са под контрола на демократичната Галактическа република.
В самото сърце на Галактиката е Дълбокото ядро – малък регион, който крие необичайни светове. По-навън се намират световете на Ядрото, които са някои от най-престижните, високоразвити и известни планети в Галактиката. Регионът е началната зона на човешко обитание. Тук са разположени планетите Коръсант и Олдерон. В концентрична последователност следват Колониите, Вътрешен ръб (или Вътрешен пръстен), Експанзивен регион, Среден ръб (или Среден пръстен) и Външен ръб (или Външен пръстен), които са значително по-слабо развити. Най-отдалечените части на галактиката са ръкавът Тингъл, който съдържа полунезависимия от Републиката Корпоративен сектор. Отвъд Външния ръб са Непознатите региони, които са слабо населени и почти неразвити, а отвъд тях се намира Необитаемият космос.
Господстващият вид са хората, които държат основната част от големите правителства. Разумните видове, различни от хора (напр. туай'леки, хътяни, монкаламарианци и др.) са наричани от хората просто „пришълци“. Въпреки че не са смятани за раса, дроидите образуват значителна част от населението.

### Планети
- Татуин
- Олдерон
- Хот
- Беспин
- Дегоба
- Ендор
- Коръсант
- Набу
- Мон Каламари
- Дорин
- Джионозис
- Мустафар

### Герои
- - Люк Скайуокър
  - Оби-Уан Кеноби
  - Дарт Вейдър
  - Хан Соло
  - Принцеса Лея Органа Скайуокър
  - Йода
  - Император Палпатин (Дарт Сидиъс)
  - Чубака
  - Падме Амидала
  - Анакин Скайуокър
  - Джар-Джар Бинкс
  - Боба Фет
  - Джанго Фет
  - Куай-Гон Джин
  - Ейла Секура
  - Кит Фисто
  - Мейс Уинду
  - Дарт Мол
  - R2-D2
  - C-3PO
  - Пло Куун
  - Граф Дуку (Дарт Тиранъс)
  - Бунтовниците
  - Стражите на генерал Гривиъс
  - Джаба Хътянина
  - Генерал Гривиъс
  - Сенатор Бейл Органа
  - Генерал Хъкс
  - Рей
  - Фин
  - BB-8
  - Бен Соло (Кайло Рен)

### Оръжия
- Светлинен меч
- Бластер
- Звезда на смъртта

### Раси
- Анзатци
- Бити
- Ботанци
- Гунгани
- Джауа
- Еуоки
- Забраци
- Йевети
- Икточини
- Корелианци
- Калидайци
- Кел-дори
- Кифари
- Мон-каламарианци и мон-кала
- Расата на Йода
- Родианци
- Тойдарианци
- Туай'леки или туи'леки
- Тускени или пясъчни хора
- Уипиди
- Уукита
- Хо'дин
- Хора
- Хътяни

## Свързани филми
- Star Wars Holiday Special / Междузвездни войни Празнично специално (1978) (разширена вселена)
- Caravan of Courage: An Ewok Adventure / Приключението на еуоките: Керванът на смелите (1984) (разширена вселена)
- Ewoks: The Battle for Endor / Приключението на еуоките: Битката за Ендор (1985) (разширена вселена)

## Анимационни филми, игри, книги

### Пълнометражни филми
- Междузвездни войни: Войната на клонингите (2008) (официален канон)
- Междузвездни войни: Бунтовниците – Искра на бунт (2014) (официален канон)
- Междузвездни войни: Бунтовниците – Обсадата на Лотал (2015) (официален канон)

### ПоредицаАнтология
- Rogue One: История от Междузвездни войни (2016) (официален канон)
- Соло: История от Междузвездни войни (2018) (официален канон)
- Междузвездни Войни: Измамна Ескадрила (2023) (официален канон)

### Анимационни сериали
- Междузвездни войни: Дроиди – Приключенията на R2-D2 и Cи Трипио (1985 – 1986) (разширена вселена)
- Междузвездни войни: Еуоките (1985 – 1986) (разширена вселена)
- Междузвездни войни: Войната на клонингите (2003 – 2005) (разширена вселена)
- Междузвездни войни: Войните на клонираните (2008 – 2014) (официален канон)
- Междузвездни войни: Бунтовниците (2014 – 2018) (официален канон)
- Междузвездни войни: Съпротивата (2018 – 2020) (официален канон)
- Междузвездни Войни: Лошата партида (от 2021 г.) (официален канон)
- Междузвездни Войни: Видения (2021)

### Игри
- Star Wars: Knights of the Old Republic I, II
- Star Wars: Republic Commando
- Star Wars: The Old Republic – online
- Star Wars: Battlefront I, II
- Star Wars: The Force Unleashed I, II
- Star Wars: Jedi fallen order

### Книги, излезли в България
Подредбата на заглавията следва не годината на първото им издание или превода им на български, а хронологията на събития от света на „Междузвездни войни“, за които разказват.
- „Междузвездни войни: Ученик на джедая“, кн. 1 – 7, автори Джуд Уотсън и Дейв Уолвъртън (разширена вселена)
- „Междузвездни войни: Епизод I – Невидима заплаха“, автор Тери Брукс (официален канон)
- „Междузвездни войни: Изходящ полет“, автор Тимъти Зан (разширена вселена)
- „Междузвездни войни: Епизод II – Атаката на клонингите“, автор Р. А. Салваторе (официален канон)
- „Междузвездни войни: Тъмен чирак“, автор Кристи Голдън (официален канон)
- „Междузвездни войни: Епизод III – Отмъщението на ситите“, автор Матю Стоувър (официален канон)
- „Междузвездни войни: Таркин“, автор Джеймс Лусино (официален канон)
- „Междузвездни войни: Тъмните ситски лордове“, автор Пол С. Кемп (официален канон)
- „Междузвездни войни: Отмъщението на Хан Соло“, автор Брайън Дейли (разширена вселена)
- „Междузвездни войни: Изгубени звезди“, автор Клаудия Грей (официален канон)
- „Междузвездни войни: Нова зора“, автор Джон Джаксън Милър (официален канон)
- „Междузвездни войни: Епизод IV – Нова надежда“, автор Джордж Лукас (официален канон)
- „Междузвездни войни: Нова надежда – Принцесата, разбойникът и фермерското момче“, автор Александра Бракен (официален канон)
- „Междузвездни войни: Оръжието на джедая – Приключенията на Люк Скайуокър“, автор Джейсън Фрай (официален канон)
- „Междузвездни войни: Кейбърският кристал“, автор Алън Дийн Фостър (разширена вселена)
- „Междузвездни войни: Бягството на разбойника – Приключенията на Хан Соло и Чубака“, автор Грег Рука (официален канон)
- „Междузвездни войни: Епизод V – Империята отвръща на удара“, автор Доналд Глът (официален канон)
- „Междузвездни войни: Империята отвръща на удара – И какво? Ще ставаш джедай?“, автор Адам Гидуиц (официален канон)
- „Междузвездни войни: Подвижна мишена – Приключенията на принцеса Лея“, автори Сесил Кастелучи и Джейсън Фрай (официален канон)
- „Междузвездни войни: Епизод VI – Завръщането на джедаите“, автор Джеймс Кан (официален канон)
- „Междузвездни войни: Последици“, автор Чък Уединг (официален канон)
- „Междузвездни войни: Наследникът на Империята“, автор Тимъти Зан, първа книга от Трилогията за Траун (разширена вселена)
- „Междузвездни войни: Тъмната сила“, автор Тимъти Зан, втора книга от Трилогията за Траун (разширена вселена)
- „Междузвездни войни: Последната заповед“, автор Тимъти Зан, трета книга от Трилогията за Траун (разширена вселена)
- „Междузвездни войни: Пред буря“, първа книга от трилогията „Кризата с Черния флот“, автор Майкъл Кюб-Макдоуъл (разширена вселена)
- „Междузвездни войни: Щит от лъжи“, втора книга от трилогията „Кризата с Черния флот“, автор Майкъл Кюб-Макдоуъл (разширена вселена)
- „Междузвездни войни: Изпитанието на тиранина“, трета книга от трилогията „Кризата с Черния флот“, автор Майкъл Кюб-Макдоуъл (разширена вселена)
- „Междузвездни войни: Призрак от миналото“, първа книга от двулогията „Ръката на Траун“, автор Тимъти Зан (разширена вселена)
- „Междузвездни войни: Поглед в бъдещето“, втора книга от двулогията „Ръката на Траун“, автор Тимъти Зан (разширена вселена)
- „Междузвездни войни: В търсене на оцелелите“, продължение на „Ръката на Траун“, автор Тимъти Зан (разширена вселена)
- „Междузвездни войни: Епизод VII – Силата се пробужда“, автор Алън Дийн Фостър (официален канон)